# Koninklijke Beerschot Antwerpse Club
Il K. Beerschot A.C. (nome completo Koninklijke Beerschot Antwerpse Club), chiamato comunemente Beerschot AC o solo Beerschot, e noto in passato come Germinal Beerschot, è stata una società calcistica belga con sede ad Anversa.
Il club nasce come Germinal Ekeren nel 1920 a Ekeren, vicino ad Anversa. Successivamente, nel 1999 il club si unisce al Beerschot VAC, storico club di Anversa in passato vincitore di sette titoli belgi e due Coppe nazionali, e va a giocare nello Stadio Olimpico di Anversa.
Nel 2013 il club viene dichiarato fallito per bancarotta.

## Storia

### Il Beerschot AC
Nel 1900 viene fondato ad Anversa il Beerschot Athletic Club, che conquista il primo titolo nel campionato 1922; a questo seguono altri titoli, nel 1924, 1925 quando la società cambia nome in Royal Beerschot Athletic Club, nel 1926 e nel 1928. Nel 1938 e nel 1939 arrivano altri due successi in campionato, che portano a sette il numero totale dei titoli conquistati dal Beerschot. Nel 1971 arriva anche il primo successo in Coppa del Belgio, a cui segue il secondo nel 1979. Dopo due stagioni, però, il Beerschot retrocede in seconda divisione; pur tornato immediatamente al livello superiore, la squadra trascorre gli anni ottanta lontano dal vertice, disputando l'ultimo campionato in massima serie nella stagione 1990-1991. Gli anni novanta sono infine trascorsi tra la seconda e la terza divisione.

### Il Germinal Ekeren
Nel 1920 viene fondato a Ekeren, un sobborgo di Anversa dove si tennero le Olimpiadi del 1920, il Germinal Ekeren, e adotta come colori il giallo e il rosso. Il club viene registrato alla Federcalcio belga solo il 30 luglio 1942, e ottiene la matricola numero 3530. Nel 1971 viene aggiunto al nome il prefisso Koninklijk, che significa Reale in fiammingo.
Il Germinal Ekeren disputa il primo campionato in massima serie nella stagione 1989-1990; questo viene concluso al tredicesimo posto. L'anno successivo arriva invece un quinto posto, che fa partecipare per la prima volta la squadra alla Coppa UEFA; qui i belgi vengono però eliminati al primo turno dal Celtic.
La squadra conquista un buon terzo posto nel campionato 1995-1996, che permette al Germinal Ekeren di partecipare nuovamente alla Coppa UEFA. Il cammino nella manifestazione si arresta nuovamente al primo turno dopo aver incontrato il Grazer AK, ma al termine della stagione la squadra conquista il suo primo trofeo, la Coppa del Belgio, conquistata sconfiggendo l'Anderlecht ai tempi supplementari. Una nuova partecipazione alle competizioni europee avviene quindi nella Coppa delle Coppe 1997-1998: il Germinal Ekeren elimina la Stella Rossa nei sedicesimi, prima di essere a sua volta eliminato dallo Stoccarda negli ottavi.
Il Germinal Ekeren conclude la stagione 1997-1998 con un nuovo terzo posto in campionato, e ottiene una nuova partecipazione alla Coppa UEFA. Tuttavia nel 1999 la società si unisce al Beerschot in seguito alla bancarotta di questi ultimi, decisione presa sia a causa della scarsa affluenza di pubblico sia alla scarsa possibilità di espansione a Ekeren.

### Il Germinal Beerschot
La nuova squadra, denominata K.F.C. Germinal Beerschot Antwerpen, mantiene la matricola del Germinal Ekeren per continuare a giocare in Division I, ma si trasferisce nello Stadio Olimpico di Anversa, lo stadio del Beerschot.
Il Germinal Beerschot conquista nel 2005 la Coppa del Belgio sconfiggendo in finale il Bruges, e si assicura così un posto nella Coppa UEFA 2005-2006; qui termina nuovamente il cammino nel primo turno, eliminato dall'Olympique Marsiglia ai calci di rigore. Nelle due successive edizioni del campionato belga il capocannoniere è un giocatore della squadra, prima Tosin Dosunmu, poi François Sterchele.
Infine il 15 maggio 2011 la società cambia il nome in Koninklijke Beerschot Antwerpse Club, mentre al termine del campionato 2012-2013 la squadra retrocede in Tweede klasse, perdendo lo spareggio con il Cercle Bruges. In seguito alla retrocessione, il club dichiara bancarotta e viene rimosso da ogni competizione: nel giugno 2013 si unisce al K.F.C. Olympic Wilrijk facendo nascere il F.C. Beerschot Wilrijk, società che mantiene la matricola numero 155.

## Allenatori
- 1988-1990: Albert Beers
- 1990: René Desayere
- 1990-1993: Urbain Haesaert
- 1993-1994: Aimé Anthuenis
- 1994-1996: Herman Helleputte
- 1996-1997: Stani Gzil
- 1997-1999: Herman Helleputte
- 1999-2003: Franky Van Der Elst
- 2003-2005: Marc Brys
- 2005-2006: Jos Daerden

- 2006-2007: Marc Brys
- 2007-2008: Harm van Veldhoven
- 2008-2009: Aimé Anthuenis
- 2009-2010: Jos Daerden
- 2010: Glen De Boeck
- 2010-2011: Jacky Mathijssen
- 2011-2012: Jacky Mathijssen
- 2012: Adrie Koster
- 2012-gen. 2013: Wim De Corte
- gen. 2013-apr. 2013 : Jacky Mathijssen

## Calciatori
Capocannonieri del campionato belga
- 2006  Tosin Dosunmu
- 2007  François Sterchele

## Palmarès

### Competizioni nazionali
- Coppa del Belgio: 2

1996-1997, 2004-2005
- Tweede klasse: 1

1988-1989
- Derde klasse: 1

1987-1988

### Competizioni internazionali
- Coppa Piano Karl Rappan: 1

1978
- Challenge international du Nord: 1

1901

### Altri piazzamenti
- Campionato belga:

Terzo posto: 1995-1996, 1997-1998
- Coppa del Belgio:

Finalista: 1989-1990, 1994-1995
Semifinalista: 1993-1994, 1997-1998, 2001-2002, 2007-2008
- Coppa di Lega belga:

Finalista: 1997-1998, 1998-1999, 1999-2000
- Supercoppa del Belgio:

Finalista: 1997, 2005
- Challenge international du Nord:

Finalista: 1902